# Барбара Мулей
Барбара Мулей (словен. Barbara Mulej; нар. 29 травня 1974) — колишня словенська тенісистка.
Найвищу одиночну позицію світового рейтингу — 111 місце досягла 13 червня 1994, парну — 474 місце — 2 лютого 1991 року.
Здобула 11 одиночних та 1 парний титул туру ITF.
Завершила кар'єру 2000 року.

## Фінали ITF

### Одиночний розряд: 17 (11–6)
| турніри $100,000 |
| турніри $75,000  |
| турніри $50,000  |
| турніри $25,000  |
| турніри $10,000  |

| Результат | Ранг | Дата           | Турнір                          | Покриття | Суперниця          | Рахунок       |
| --------- | ---- | -------------- | ------------------------------- | -------- | ------------------ | ------------- |
| Перемога  | 1.   | 2 жовтня 1989  | ITF Шибеник, Югославія          | Ґрунт    | Їтка Дубцова       | 6–2, 7–5      |
| Перемога  | 2.   | 9 жовтня 1989  | ITF Бол, Югославія              | Ґрунт    | Гелен ван ден Берґ | 3–6, 6–3, 7–6 |
| Перемога  | 3.   | 9 липня 1990   | ITF Суб'яко, Італія             | Ґрунт    | Джолен Ватанабе    | 6–3, 6–1      |
| Перемога  | 4.   | 16 липня 1990  | Шварцах-ім-Понгау, Австрія      | Ґрунт    | Бірґіт Армінґ      | 7–5, 6–3      |
| Перемога  | 5.   | 1 жовтня 1990  | Шибеник (місто), Югославія      | Ґрунт    | Руксандра Драгомір | 7–6, 6–4      |
| Перемога  | 6.   | 8 жовтня 1990  | Бол, Югославія                  | Ґрунт    | Андрея Ехрітт-Ванк | 6–4, 6–0      |
| Перемога  | 7.   | 22 липня 1991  | Шварцах-ім-Понгау, Австрія      | Ґрунт    | Гайді Шпрунґ       | 6–2, 6–1      |
| Перемога  | 8.   | 26 серпня 1991 | Клагенфурт-ам-Вертерзе, Австрія | Ґрунт    | Гайке Руш          | 2–6, 7–6, 6–3 |
| Поразка   | 9.   | 28 жовтня 1991 | Мадейра, Португалія             | Тверде   | Майке Бабель       | 0–6, 2–6      |
| Перемога  | 10.  | 27 липня 1992  | Реда-Віденбрюк, Німеччина       | Ґрунт    | Олена Макарова     | 7–5, 6–3      |
| Поразка   | 11.  | 26 квітня 1993 | Порту, Португалія               | Ґрунт    | Сабін Аппельманс   | 6–2, 6–7, 5–7 |
| Поразка   | 12.  | 12 липня 1993  | Дармштадт, Німеччина            | Ґрунт    | Петра Бегеров      | 0–6, 3–6      |
| Поразка   | 13.  | 15 травня 1994 | Будапешт, Угорщина              | Ґрунт    | Андреа Темешварі   | 4–6, 1–6      |
| Поразка   | 14.  | 6 серпня 1995  | Будапешт, Угорщина              | Ґрунт    | Татьяна Єчменіца   | 3–6, 2–6      |
| Перемога  | 15.  | 26 травня 1996 | Новий Сад, Югославія            | Ґрунт    | Барбара Шварц      | 7–5, 4–6, 6–4 |
| Поразка   | 16.  | 16 червня 1996 | Зальцбург, Австрія              | Ґрунт    | Еммануель Гальярді | 4–6, 1–6      |
| Перемога  | 17.  | 5 серпня 1996  | ITF Будапешт, Угорщина          | Ґрунт    | Ана Алькасар       | 2–6, 6–4, 6–1 |

### Парний розряд: 1 (1-0)
| Результат | Ранг | Дата         | Турнір              | Покриття | Партнерка     | Суперниці              | Рахунок  |
| --------- | ---- | ------------ | ------------------- | -------- | ------------- | ---------------------- | -------- |
| Перемога  | 1.   | 9 липня 1990 | ITF Суб'яко, Італія | Ґрунт    | Кайлі Джонсон | Віраг Чурго Нора Кевеш | 7–6, 6–0 |